# San Francisco (Cebu)
San Francisco is een gemeente in de Filipijnse provincie Cebu. San Francisco omvat het eiland Pancijan en nog een klein eiland ten noorden daarvan. Bij de census van 2015 telde de gemeente ruim 55 duizend inwoners.

## Geografie

### Bestuurlijke indeling
San Francisco is onderverdeeld in de volgende 15 barangays:
| - Montealegre - Cabunga-an - Campo - Consuelo - Esperanza - Himensulan - Northern Poblacion - San Isidro | - Santa Cruz - Santiago - Sonog - Southern Poblacion - Unidos - Union - Western Poblacion |

## Demografie
San Francisco had bij de census van 2015 een inwoneraantal van 55.180 mensen. Dit waren 7.823 mensen (16,5%) meer dan bij de vorige census van 2010. Ten opzichte van de census van 2000 was het aantal inwoners gegroeid met 13.853 mensen (33,5%). De gemiddelde jaarlijkse groei in die periode kwam daarmee uit op 1,91%, hetgeen hoger was dan het landelijk jaarlijks gemiddelde over deze periode (1,72%).

De bevolkingsdichtheid van San Francisco was ten tijde van de laatste census, met 55.180 inwoners op 106,93 km², 516 mensen per km².